# Raymond Firth
Raymond Firth, właśc. sir. William Raymond Firth (ur. 25 marca 1901 w Auckland, zm. 22 lutego 2002 w Londynie) – brytyjski antropolog i etnolog pochodzący z Nowej Zelandii, specjalizujący się w antropologii ekonomicznej.

## Życie
Urodził się 25 marca 1901 roku w Tamaki (przedmieście Auckland) jako syn Wesleya Hugh Bourne Firtha (1873–1977) i Marie Elizabeth Jane Cartmill (1876–1962).
Uczył się w Auckland Grammar School, a następnie do 1921 studiował ekonomię na Auckland University College. W 1924 otrzymał dyplom magistra na podstawie pracy o przemyśle związanym z kopalami kauri . W 1924 roku rozpoczął studia doktorskie z ekonomii w London School of Economics zajmując się branżą mrożonego mięsa . Pod wpływem Bronisława Malinowskiego i Richarda Tawneya zajął się antropologią ekonomiczną – badaniem gospodarki ludów Pacyfiku, m.in. Maorysów i mieszkańców Tikopii. Na Tikopię wyjeżdżał kilkakrotnie (1928, 1952, 1966, 1972), czyniąc ją przedmiotem kilku swoich studiów  . W późniejszym okresie zajmował się również badaniem innych ludów Pacyfiku oraz społeczeństwem Malezji .
W latach 1930–1932 wykładał na University of Sydney, gdzie pracował z Alfredem Radliffem-Brownem. Następnie wrócił do Londynu by uczyć w London School of Economics. Podczas II wojny światowej na zlecenie brytyjskiej admiralicji opracował czterotomowy podręcznik na temat wysp Pacyfiku. W 1944, po śmierci Malinowskiego, został profesorem, dyrektorem Wydziału Antropologii London School of Economics, gdzie pracował do emerytury (1968)  . Nadal nauczał, m.in. na Uniwersytecie Hawajskim . 
W 1973 otrzymał angielski tytuł szlachecki . W 1984 został doktorem honoris causa Uniwersytetu Jagiellońskiego. 
Przyjaźnił się z Hortense Powdermaker.

## Koncepcje teoretyczne
Firth wprowadził pojęcie „organizacji społecznej”, którą przeciwstawił dotychczas używanemu pojęciu „struktury”. Struktura społeczna była wyidealizowanym układem wzorców zachowań. Zdaniem Firtha koncepcja ta nie pozwalała na dostatecznie szczegółowy opis rzeczywistego funkcjonowania społeczeństw. Obok wzorców idealnych, jednostki w rzeczywistych sytuacjach mają pewną swobodę działania. Swoboda ta wynika m.in. z różnorodności sytuacji przed którymi stają. Te faktyczne zachowania jednostek zostały przez niego opisane jako „organizacja społeczna”. Jak wskazywał w swoich studiach poświęconych Tikopii, w społeczeństwach może następować zmiana w ich organizacji społecznej, pomimo tego że ich struktura pozostaje w podstawowym wymiarze niezmienna. Zainteresowanie Firtha rzeczywistymi zachowaniami jednostek (a nie jedynie wzorcami) i różnorodnością tych zachowań, stawiało go w opozycji do dominujących w połowie XX w. nurtów antropologii (szczególnie funkcjonalizmu strukturalnego Radcliffe-Browna)  . 
Jego prace przekształciły w istotny sposób antropologię ekonomiczną. Zamiast, jak wcześniejsi badacze, skupiać się na kwestiach technologicznych, zajął się badaniem organizacji gospodarek ludów tubylczych, a także tym, w jaki sposób uczestnicy wymiany gospodarczej rozumują i dokonują ocen. Wraz ze swoją żoną, Rosemary Firth badał m.in. alokację zasobów w społecznościach rybackich Malezji (1939–1940). Firth był krytyczny wobec popularnych koncepcji daru Marcela Maussa. Zdaniem Firtha, podkreślającego ekonomiczne aspekty wymiany, Mauss zbytnio akcentował wymiar rytualny (czy magiczny) oraz jej ekwiwalentność  .

## Dzieła
- 1927 – Maori Hill-Forts. In: Antiquity. 1927,
- 1929 – Primitive Economics of the New Zealand Maori. Routledge, London 1929
- 1936 – We, the Tikopia : A Sociological Study of Kinship in Primitive Polynesia. George Allen & Unwin, London 1936
- 1938 – Human Types: An Introduction to Social Anthropology. T. Nelson and Sons, London, New York 1938

- (pl) Społeczności ludzkie. Wstęp do antropologii społecznej, Warszawa 1965, PWN

- 1939 – Primitive Polynesian Economy. Routledge & Sons, London 1939
- 1946 – Malay Fishermen Their Peasant Economy. K. Paul, Trench, Trubner & Co., London 1946
- 1947 – Human types. Nelson, London 1947
- 1951 – Elements of Social Organization. Josiah Mason lectures delivered at the University of Birmingham. Watts, London 1951
- 1956 – Two studies of kinship in London. Athlone Press, University of London, London 1956

- (pl) [frgm. s. 33-46, s. 62-63] System pokrewieństwa na przedmieściach Londynu  [w:] Sokolewicz Zofia (red.), Etnologia. Wybór tekstów, Państwowe Wydawnictwo Naukowe, Warszawa 1969, str. 356-363

- 1959 – Economics of the New Zealand Maori. R. E. Owen, Government Printer, Wellington 1959
- 1959 – Social Change in Tikopia. Re-study of a Polynesian Community after a Generation. George Allen & Unwin, London 1959

- (pl) [frgm. s. 299-314, 325-333], :* Przemiany kontroli społecznej [w:] Sokolewicz Zofia (red.), Etnologia. Wybór tekstów, Państwowe Wydawnictwo Naukowe, Warszawa 1969, str. 299-307

- 1961 – History and Traditions of Tikopia. Polynesian Society, Wellington 1961
- 1961 – Elements of Social Organization. Beacon Press, Boston 1961
- 1963 – A study in Ritual Modification. The Work of the Gods in Tikopia in 1929 and 1952. Royal * Anthropological Institute of Great Britain & Ireland, London 1963
- 1964 – Man and Culture: An Evaluation of the Works of Bronislaw Malinowski. Harper and Row, New York * 1964
- 1964 – Essays on social organization and values. University of London, London 1964
- 1967 – Tikopia Ritual and Belief. Allen & Unwin, London 1967
- 1970 – Rank and Religion in Tikopia. A Study in Polynesian Paganism and Conversion to Christianity. * Allen & Unwin, London 1970
- 1973 – Symbols: Public and Private. Allen & Unwin, London 1973
- 1979 – Art and life in New Guinea. AMS Press, 1979
- 1981 – Essays on Social Organization and Values. Athlone Press, London 1981
- 1984 – Ethnographic research. A Guide to General Conduct. Academic Press, London 1984
- 1990 – Tikopia Songs. Poetic and Musical Art of a Polynesian People of the Solomon Islands. Cambridge University Press, Cambridge 1990
- 1996 – Religion. A Humanist Interpretation. Routledge, London, New York 1996

### Inne teksty tłumaczone
- Jednostkowe symbole i publiczne reakcje, Tł. Ignacy Sieradzki [w:] Michał Głowiński (red.), Symbole i symbolika, Czytelnik, Warszawa 1990
- Czy antropologia społeczna ma przyszłość? [w:] M. Kempny, E. Nowicka (red.), Badanie kultury, PWN: Warszawa 2003